# Казинцбарцика
Казинцбарцика (мађ. Kazincbarcika) град је у Мађарској. Казинцбарцика је трећи по величини град у оквиру жупаније Боршод-Абауј-Земплен.
Град има 30.185 становника према подацима из 2008. године.

## Географија
Град Казинцбарцика се налази у северном делу Мађарске, близу границе са Словачком. Од најближег већег града Мишколца Казинцбарцика је удаљена свега 20 km северозападно.
Град се налази у области Земплен планина, које су ободне планине Карпатског ланца ка Панонији. Кроз град протиче река Шајо.

## Становништво
По процени из 2017. у граду је живело 26.706 становника.
| 1990.  | 2001.  | 2011.  | 2017.  |
| ------ | ------ | ------ | ------ |
| 35.692 | 32.356 | 29.010 | 26.706 |

## Партнерски градови
- - Братски градови[2]
- Димитровград
- Кнуров
- Свидњица
- Ревуца
- Велики Семиклуш
- Тјачево
- Бургкирхен ан дер Алц